# Чорний театр

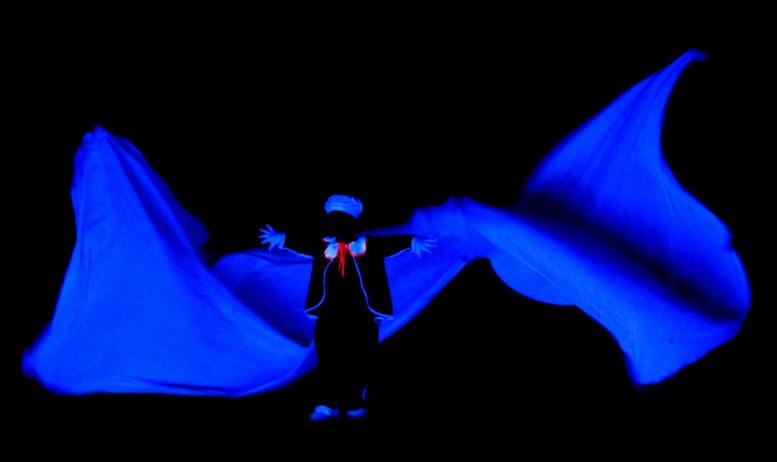
Фрагмент шоу театру HILT

Чорний театр (чеськ. černé divadlo) — вид театральної постановки з використанням принципу «чорного кабінету» — оптичного ефекту,  який досягається за допомогою ультрафіолетового випромінювання на темній сцені з чорним фоном з метою приховати акторів,  декорації,  реквізити та предмети,  або ж підкреслити їх. Цей вид сценічного мистецтва,  що зародився в Азії,  в наші дні поширений по всьому світу. Він став однією з впізнаваних пам'яток Праги,  де багато театрів використовують цю техніку.
Відмітними особливостями чорного театру є використання чорних фіранок,  затемненої сцени і «чорного світла» (ультрафіолетових ламп),  поряд із флуоресцентними костюмами,  щоб створити ефект оптичної ілюзії. Цей принцип чорного кабінету використовувався Жоржем Мельесом і революціонером театру Костянтином Станіславським. Використання цієї техніки в поєднанні з виразною художністю танцю,  пантоміми і акробатики дозволяє створити особливий сценічний ефект.

## Оптичний ефект
Ключовим принципом чорного театру є нездатність людського ока бачити чорні об'єкти на чорному тлі. Цю особливість можна використовувати,  щоб зробити невидимим будь-який об'єкт,  не освітлений «чорним світлом». Другий оптичний ефект,  що використовується в чорному театрі,  — освітлення ультрафіолетовими лампами флуоресцентних об'єктів. Лампи чорного світла випромінюють стільки ж світла,  скільки і звичайні лампи,  але на частоті, невидимою для людини. У той час як більшість об'єктів або поглинають ультрафіолетове випромінювання,  або відбивають його з тією ж частотою,  флуоресцентні предмети поглинають ультрафіолетове випромінювання,  а потім випромінюють світло з більшою довжиною хвилі,  що людське око може зафіксувати. Застосовуючи разом ці два ефекти,  постановники можуть зробити предмет добре видимим (як якщо б він знаходився в повністю освітленій кімнаті),  або ж видимим погано (як ніби він знаходиться в абсолютно темній кімнаті).

## Історія
Прийом «чорного кабінету» — гра акторів,  одягнених в чорне,  на сцені з чорним оздобленням,  — використовувався протягом тисячоліть. Відомо,  що фокусники,  які виступали перед імператором в Стародавньому Китаї,  володіли цією технікою. Японці розвивали цю техніку в своєму театрі Бунраку: у ньому ляльковод одягався в чорний одяг,  щоб акцентувати увагу глядача на ляльці (до того ж,  у японській традиції чорний колір символізував небуття).
В сучасному театрі прийом був перейнятий російським режисером Станіславським,  французом Мельесом,  а також різними французькими режисерами-авангардистами 1950-х років,  проте всі вони вдавалися до прийому «чорного кабінету» лише в деяких моментах своїх вистав,  змушуючи який-небудь предмет зникнути. Батьком ж чорного театру (автором сучасної версії чорного кабінету з прожекторами,  ультрафіолетовими лампами,  а також використанням чорного оксамиту як найкращого світлопоглинаючого покриття сцени та реквізиту),  автором назви «Чорний театр» і творцем першого чорного театру в світі є чех Їржі Срнец. Перший виступ його трупи відбулося в 1959 році в Відні. Театр придбав всесвітню популярність після участі у театральному фестивалі в Единбурзі у 1962 році. Пізніше з'явилися й інші трупи,  які використовують техніку чорного кабінету, поклавши початок новому театральному напрямом .

## Чорний театр сьогодні
Сьогодні існує безліч чорних театрів,  розташованих за межами Праги (наприклад,  в Литві , Угорщині,  Німеччині , Україні,  Росії),  які використовують у своїх постановках ж принципи,  що і празькі чорні театри.

## Техніка виконання
Застосовуваний чорними театрами ефект дозволяє невидимим виконавцям переміщати видимий реквізит,  перетворюючи предмети в незалежних учасників разом з акторами-людьми. Отже,  предмети або актори можуть з'являтися раптово і в будь-якому місці сцени,  навіть в декількох метрах від глядача. Для досягнення цього ефекту необхідно створити інтенсивне поле ультрафіолетового світла,  що охоплює всю сцену протягом усієї постановки. Оскільки  інтенсивність світла,  випромінюваного звичайним джерелом ультрафіолетового випромінювання,  значно зменшується обернено пропорційно відстані від джерела,  потрібно,  щоб джерела «чорного світла» були розташовані один від одного на відстані не більше одного метра. Враховуючи також те,  що велика частина простору сцени цілком затемнена,  а у виступах часто використовується складна хореографія,  один невірний рух виконавця може зіпсувати всю виставу. У зв'язку з цим актори ретельно опрацьовують свої виступи і відточують взаємодію зі сценічним простором.
В сучасному чорному театрі,  крім техніки «чорного світла»,  часто використовується безліч складних технічних пристроїв. Ці пристрої дозволяють акторам літати,  використовувати у виставах відеопроєкції і створювати величезні маріонетки. Технічні пристрої є важливим фактором всесвітньої популярності Чорного театру. Оскільки  смислова складова вистав переважно візуальна,  більшість вистав Чорного театру можуть зрозуміти глядачі всього світу незалежно від мови та віку.

## Критика
Деякі вважають,  що невербальні вистави чорного театру,  зрозумілі іноземцям та дітям,  не завжди залишають простір для глибини театрального висловлювання,  у зв'язку з чим «нетуристичній» публіці не завжди буває цікаво відвідувати вистави по кілька разів. Велика кількість чорних театрів у Празі,  за деяким думкам,  орієнтована переважно на іноземців та не представляє особливої цінності для театрального мистецтва.
Юліус Хірш,  власник празького театру TA FANTASTIKA:

Всі ці роки ми йшли двома шляхами. Перший шлях — чорний театр,  який приносить основний дохід,  другий — мюзикл як цвях програми. Чорний театр — штука для туристів.
Оригінальний текст (чеськ.)
[Celá léta jsme jeli po dvou kolejích. Jedna kolej bylo černé divadlo,  které na všechno vydělává,  druhá kolej byl muzikál jako bonbónek. Černé divadlo je záležitost pro turisty.] Помилка: [undefined] Помилка: {{Lang}}: немає тексту (допомога): невпізнаний код мови: cz (допомога)

Відомо,  що деяким празьким чорним театрам не вистачає фінансування за державними культурним програмам. Незважаючи на дорожнечу вистав з використанням технічних засобів,  вважається,  що театри подібного роду можуть окупити себе самі,  що не завжди є правдою.

## В танці
- 1971 — мініатюра «Політ Тальоні» на музику Ст.-А. Моцарта,  хореограф Леонід Якобсон.
- 2008 — "F. L. O. W." ("For Love of Women"),  хореограф Мозес Пендлтон[en] — в програмі Діани Вишневої «Краса в русі».
- 1989 танцівник трупи Павла Шмока Олександр Чигарж і Ева Астерова заснували у Празі театр "Image"[22],  де поєднали прийоми чорного театру і сучасний танець. З моменту створення театру в його репертуарі було 10 оригінальних вистав,  в кожній з яких використовувалися нові ефекти освітлення. Динамічна музика і високий рівень хореографії тут з'єднуються з елементами абстрактної поетики[23]; часто глядачі робляться частиною вистав.